# Dunan

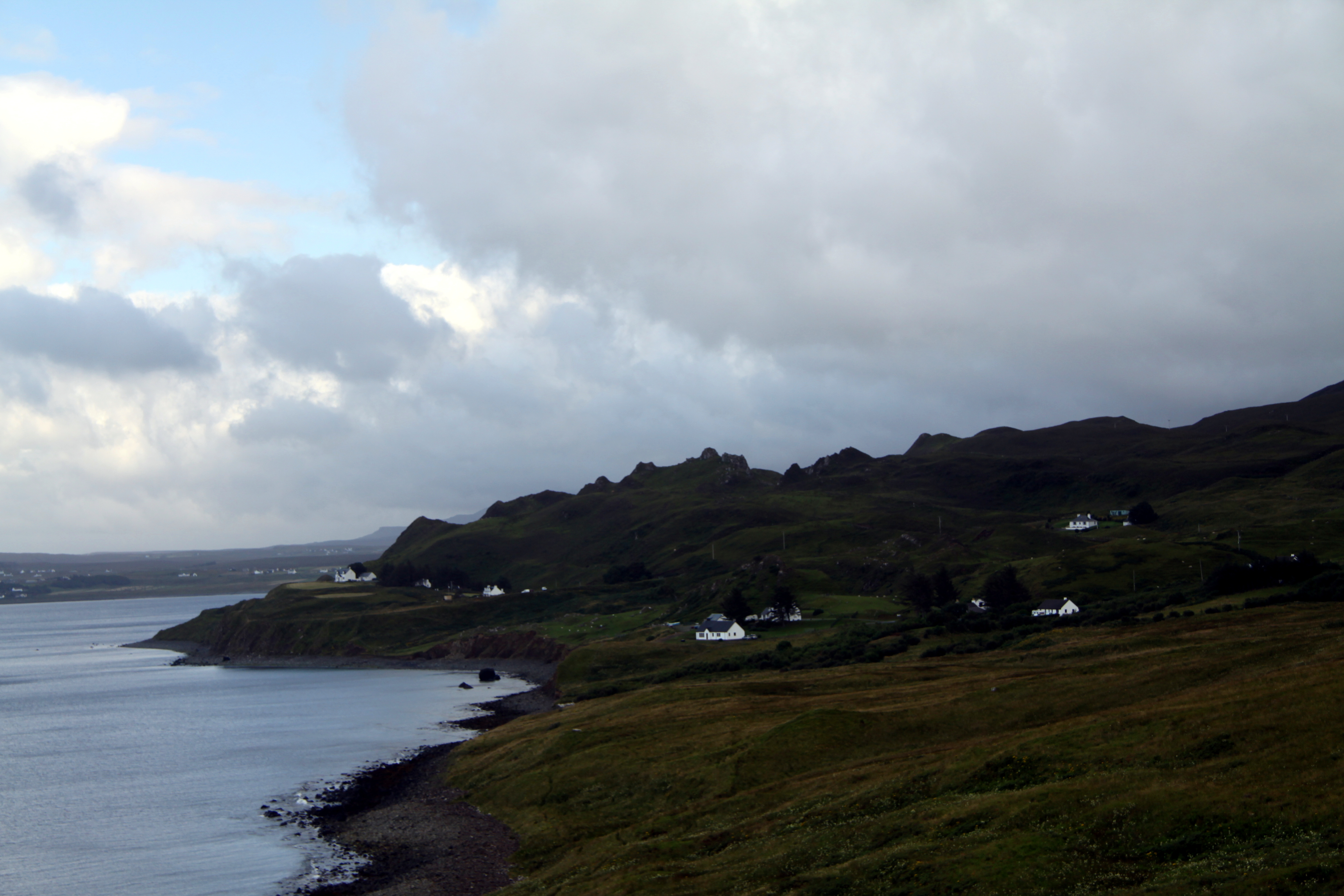
Dunans dorp, Isles of Skye, Binnen-Hebrids, Schotland

Dunan (Schots-Gaelisch: An Dùnan) is een vissersdorp ongeveer 2 kilometer ten oosten van Luib in de buurt van Broadford op het eiland Skye in de Schotse lieutenancy Ross and Cromarty in het raadsgebied Highland.